# Frère de sang 2
Série
Frère de sang
(1982) Basket Case 3
(1991)
Pour plus de détails, voir Fiche technique et Distribution.
Frère de sang 2 (Basket Case 2) est un film américain réalisé par Frank Henenlotter, sorti en 1990. Il s'agit de la suite de Frère de sang.

## Fiche technique
- Titre original : Basket Case 2
- Titre français : Frère de sang 2
- Réalisation : Frank Henenlotter
- Scénario : Frank Henenlotter
- Musique : Joe Renzetti
- Pays d'origine : États-Unis
- Genre : horreur
- Date de sortie : 1990

## Distribution
- Kevin Van Hentenryck : Duane
- Annie Ross : Granny Ruth
- Judy Grafe : News Woman
- Chad Brown : News Man
- Heather Rattray : Susan
- Beverly Bonner : Casey
- Leonard Jackson : Commissaire de police
- Jason Evers : Lou
- David Emge : Half Moon
- Matt Malloy : Toothy